# Nationalpark Desembarco del Granma
Der Nationalpark Desembarco del Granma ist ein Nationalpark im Südosten Kubas in der Provinz Granma.
Das als Welterbe ausgezeichnete Gebiet mit einer Gesamtfläche von 35.467 ha, davon 26.180 ha Land- und 6.287 ha Seefläche, umfasst die marinen Geländestufen des Cabo Cruz, etwa 150 km westlich von Santiago de Cuba.
Der Nationalpark in der tektonisch aktiven Zone an der Nahtstelle der Karibischen zur Nordamerikanischen Platte stellt eine einzigartige Küstenlandschaft unter Schutz: das größte und besterhalte marine Terrassensystem Cubas.
Hier fand am 2. Dezember 1956 die Landung der Revolutionäre um Fidel Castro mit der Yacht Granma statt. Der Name des Nationalparks erinnert an dieses Ereignis: Desembarco del Granma = Landung der Granma.

## Tourismus
An der Zugangsstraße zum Park liegt das Besucherzentrum  des Nationalparks. Dort befindet sich ein Nachbau der Yacht Granma im Originalmaßstab.